# Alexandru Raicu
Alexandru Raicu (n. 20 decembrie 1996, Pitești, România) este un judoca român. A concurat la proba masculină de 73 kg la Jocurile Olimpice de vară din 2020 de la Tokyo, Japonia.
El este campionul Judo Grand Slam Tel Aviv din 2021 la clasa -73 kg.